# Saamana
Saamana is een Marathi-talige krant in India. Het broadsheet-dagblad wordt uitgegeven door Shiv Sena, een Hindoe-fundamentalistische partij in Maharashtra. De hoofdredacteur is Bal Thackeray.